# マスカラ県
マスカラ県（アラビア語: ولاية معسكر、Mascara）は、アルジェリアの県（ウィラーヤ）。県都はマスカラ。県名はアラビア語で兵営という意味で「ムアスクラ」などとも表記されるが、化粧品のマスカラとは関係がない。16の地区（ダイラ）と47の基礎自治体から構成される。
その他の主要都市にシーグがある。
1994年8月18日にマスカラ市で発生したマグニチュード5.6の地震では、171人が死亡した。